# Anđelije
Anđelije su naseljeno mjesto u općini Foča, Republika Srpska, BiH.
Naselje se nekad zvalo Handelije.

## Stanovništvo
Godine 1991. u Anđelijama je živjelo 106 stanovnika, od čega 105 Muslimana i 1 izjašnjen kao Jugoslaven.
| Narod     | Popis 1961. | Popis 1971. | Popis 1981. | Popis 1991. |
| --------- | ----------- | ----------- | ----------- | ----------- |
| Hrvati    |             |             |             |             |
| Muslimani | 117         | 138         | 134         | 105         |
| Srbi      |             |             |             |             |
| ostali    | 1           |             | 3           | 1           |
| Ukupno    | 118         | 138         | 137         | 106         |